# 手這坂の戦い
手這坂の戦い(てばいざかのたたかい)とは小田氏治と、太田資正・梶原政景・真壁久幹らとの戦いである。

## 背景
永禄7年（1564年）の山王堂の戦いで小田城を喪失していた小田氏治は翌年の永禄8年（1565年）12月、佐竹義昭の死去による混乱を衝き小田城を奪還した。しかし氏治は翌永禄9年（1566年）2月に上杉輝虎の侵攻を受け、小田城の破却（防御施設の撤回）を条件に降伏するに至った。この時、従来小田氏が支配していた、北之郡一帯が佐竹氏の勢力圏に入っている。
一方の大田資正は（永禄7年）1564年の岩付城の戦いで、後北条氏と結ぶ我が子、嫡男の太田氏資に岩付城を追われ、次男梶原政景とともに佐竹義重のもとに落ち延びていたのであった。義重は永禄9年に上杉方から北条方へ離反したした小田氏への対策として同年6月、片野城を資正・政景親子、柿岡城を政景の義父にあたる真壁久幹に与えた。
永禄12年（1569年）正月、佐竹義重は大掾氏、真壁氏、太田氏を動員し海老ケ島城を攻撃、城主平塚刑部大輔を降伏させた。さらに佐竹勢は小田城まで攻め寄せ、城下を焼き払った。同年5月、佐竹氏は再度小田へ侵攻するも、氏治はこれを撃退することに成功している。

## 経過
旧領回復をはかる氏治は、永禄12年（1569年）11月23日に、資正がこもる片野城を攻め取らんと小田城から出陣。これに対し、資正と政景親子は佐竹氏方の真壁久幹らの加勢を得て、筑波山東の手這坂で、小田軍を迎撃した。この戦いで小田一門の岡見治資や岡見義綱が討ち死にし、小田軍は総崩れとなり、太田軍の勝利となった。

## 結果
氏治は小田城で再起を図ろうとしたが、退却路を抑えられており、家臣の菅谷政貞を頼り、常陸土浦城に落ち延びた。翌24日に佐竹方が小田城を落とすと、佐竹義重により、資正は小田城を与えられた。同日、義重は小田城で論功行賞を行い宇都宮氏や多賀谷氏などの旧上杉方勢力は筑波に参陣している。一方の氏治は合戦直後の元亀元年（1570年）に重臣・信太伊勢守を粛正しており、小田家中に混乱が見える。この後小田氏治は幾度となく小田城奪還を目指すが、その願いは叶うことがなかった。

## 合戦の影響
永禄12年の手這坂の戦いは佐竹氏を盟主とする北関東国衆が上杉氏の影響力から脱却し、独自の連合勢力「東方之衆」を形成する発端になったと評価される。合戦と同時期、上杉謙信は北条氏政と越相同盟を交渉しており、北条氏の攻撃にさらされた関宿城の救援を渋るなど上杉氏と関東諸勢力の間に軋轢が生じていた。北条氏との交渉の一環として謙信は太田資正・梶原政景の岩付城復帰を挙げ、再三にわたり親子に参陣をもとめていた。しかし佐竹氏ら関東諸勢力の謙信への不信感により資正親子は結局これを黙殺している。これに加え、11月の合戦やその後の論功行賞において北関東の諸勢力は団結しており、関東の国衆が明確に上杉氏から自立した独自路線を歩んでいたことがわかる。